# Grünlichtenberg

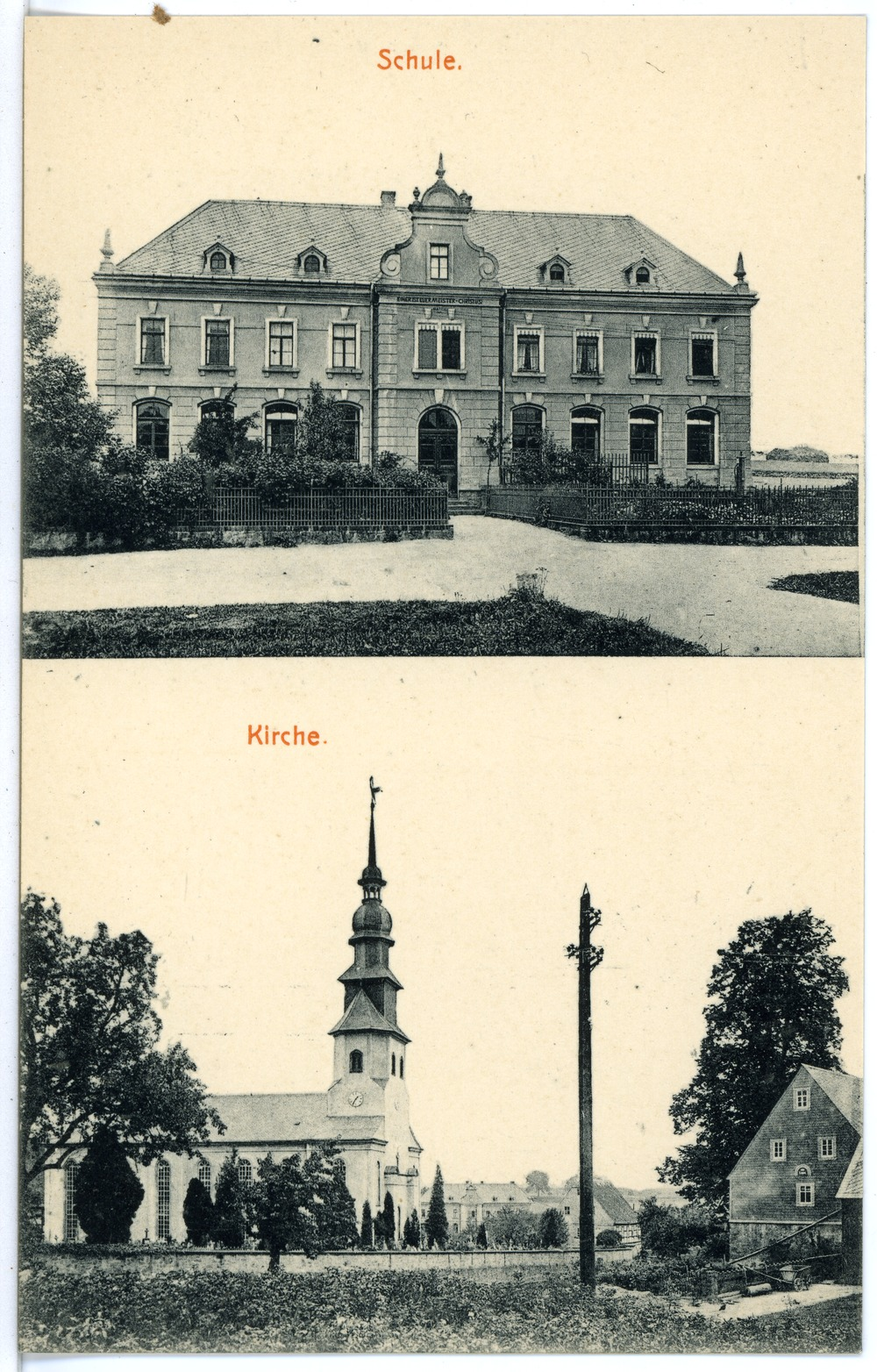
Grünlichtenberg, Postkarte von 1913, Schulhaus und Kirche

Grünlichtenberg ist ein Ortsteil der Gemeinde Kriebstein im Landkreis Mittelsachsen (Freistaat Sachsen). Er entstand aus den Orten Grünberg und Lichtenberg, die im 19. Jahrhundert vereinigt wurden. Die Gemeinde Grünlichtenberg mit ihrem Ortsteil Höckendorf wurde am 1. Januar 1999 nach Kriebstein eingemeindet.

## Geografie

### Geografische Lage
Das Waldhufendorf erstreckt sich über vier Kilometer entlang des Tales des Mortelbaches, eines rechten Zuflusses der Zschopau. Das Dorf liegt ca. 300 Meter über dem Meeresspiegel im Erzgebirgsvorland und gehört administrativ zum Landkreis Mittelsachsen. Grünberg bildet den nordwestlichen Teil, Lichtenberg den südöstlichen Teil.

### Nachbarorte
|            | Massanei                                    |             |
| Ehrenberg  | Kompassrose, die auf Nachbargemeinden zeigt | Reichenbach |
| Höckendorf | Oberrossau                                  | Greifendorf |

## Geschichte
Grünlichtenberg entstand im 19. Jahrhundert aus den beiden unmittelbar benachbarten Siedlungen Grünberg und Lichtenberg. Grünberg wurde im Jahr 1324 erstmals erwähnt, Lichtenberg im Jahr 1396. Grünberg und ein Teil von Lichtenberg unterstanden im 16. Jahrhundert der Gerichtsbarkeit des Ritterguts Kriebstein. Nachdem sie im Jahr 1588 mit der Herrschaft Kriebstein in das kursächsische Amt Rochlitz integriert wurden, war Grünberg der Gerichtsbarkeit des Ritterguts Ehrenberg unterstellt, während der Rochlitzer Amtsanteil von Lichtenberg Amtsdorf war. Der andere Anteil von Lichtenberg unterstand dem Kloster Altzella, aus dessen Besitz nach der Säkularisation im Jahr 1540 das kursächsische Amt Nossen gebildet wurde. In Lichtenberg existierte ein Vorwerk, das im Jahr 1858 den Status eines Ritterguts erhielt.
Ab 1856 gehörte der inzwischen vereinigte Ort Grünlichtenberg zum Gerichtsamt Waldheim und ab 1875 zur Amtshauptmannschaft Döbeln. Durch die zweite Kreisreform in der DDR kam Grünlichtenberg im Jahr 1952 zum Kreis Hainichen im Bezirk Chemnitz (1953 in Bezirk Karl-Marx-Stadt umbenannt), der ab 1990 als sächsischer Landkreis Hainichen fortgeführt wurde und 1994 im Landkreis Mittweida aufging. Am 1. März 1994 wurde Höckendorf eingemeindet. Am 1. Januar 1999 wurden Grünlichtenberg und sein Ortsteil Höckendorf in die Gemeinde Kriebstein eingemeindet.

## Ev.-Luth. St.-Nikolai-Kirche

### Allgemeines
Die Dorfkirche von Grünlichtenberg ist ein schlichter Bau mit einem Ostturm. Die Kirche wurde in heutiger Form am 6. Januar 1864 geweiht. Der untere Teil des Kirchturms ist noch romanisch. Von 1708 bis 1711 setzte man auf diesen alten Turm einen mächtigen barocken Dachreiter. Dieser in seiner Konstruktion einzigartige Turm ist 47 Meter hoch. 1995 erfolgte die bisher letzte Neudeckung des Turmdachs in Kupfer. 2014 feierte man das 150. Jubiläum dieser nunmehr fast komplett restaurierten Kirche.

### Orgel/Kirchenmusik

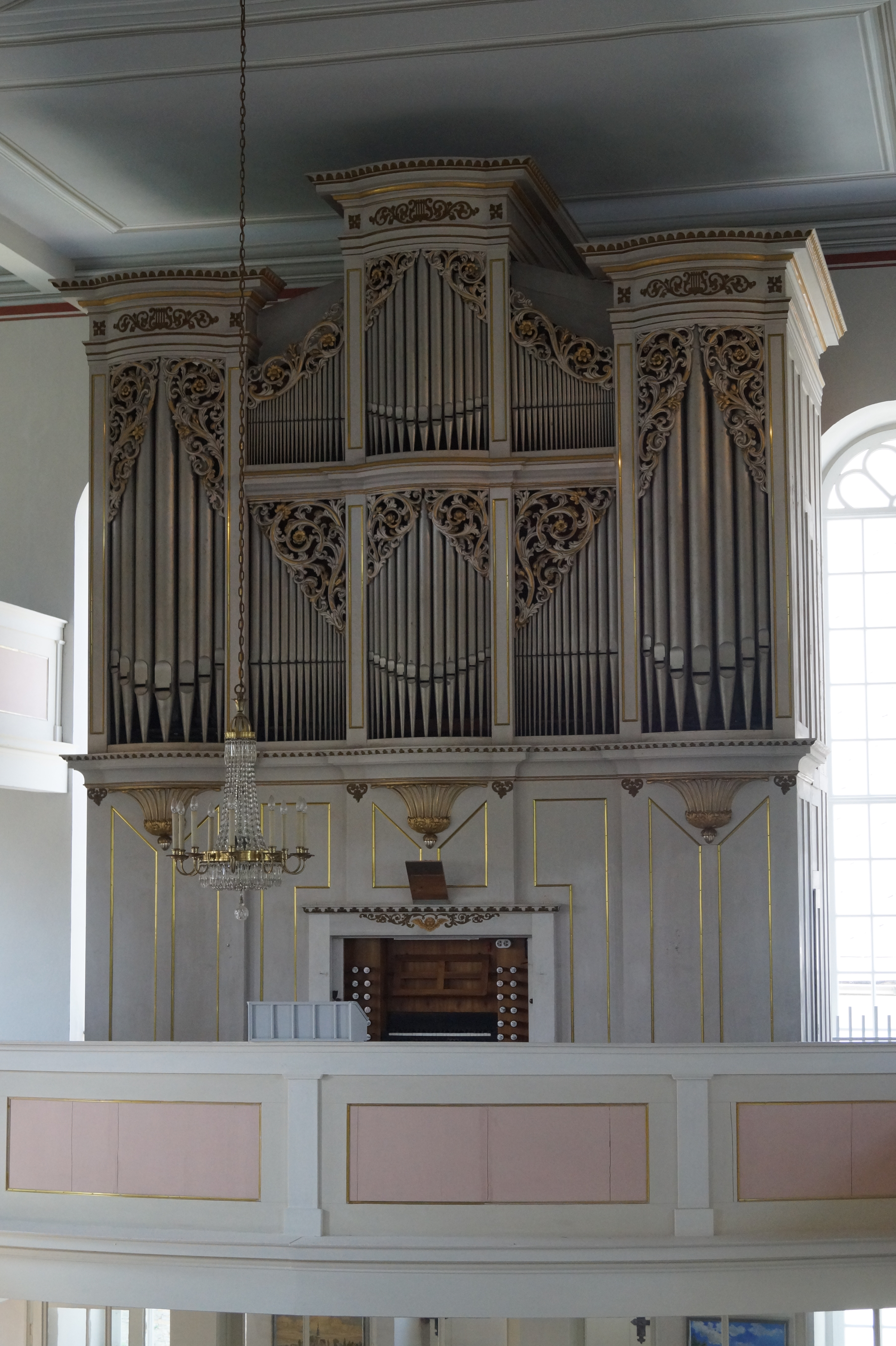
Orgel von Christian Friedrich Göthel in der St.-Nikolai-Kirche Grünlichtenberg, Aufnahme vom Juni 2015

Auf der Westempore steht ein Orgelwerk des aus Borstendorf stammenden Orgelbauers Christian Friedrich Göthel. Zusammen mit seinem Gesellen und späteren Orgelbaumeister Guido Hermann Schäf baute Göthel das Instrument in den Jahren 1866/67 als sein Opus 21 mit 21 Registern auf zwei Manualen und Pedal und 1099 Orgelpfeifen. Die Orgel wurde 2017 durch Wilhelm Rühle restauriert. Seit 1960 singt ein gemischter Kirchenchor im Gottesdienst.

### Glocken
Im Kirchturm hängen vier Bronzeglocken. Die älteste und größte Glocke (1500 Kilogramm) wurde 1483 gegossen. Die drei kleinen wurden 1968 von der Glockengießer-Familie Schilling in Apolda gegossen.

### Kunst aus Grün(lichten)berg

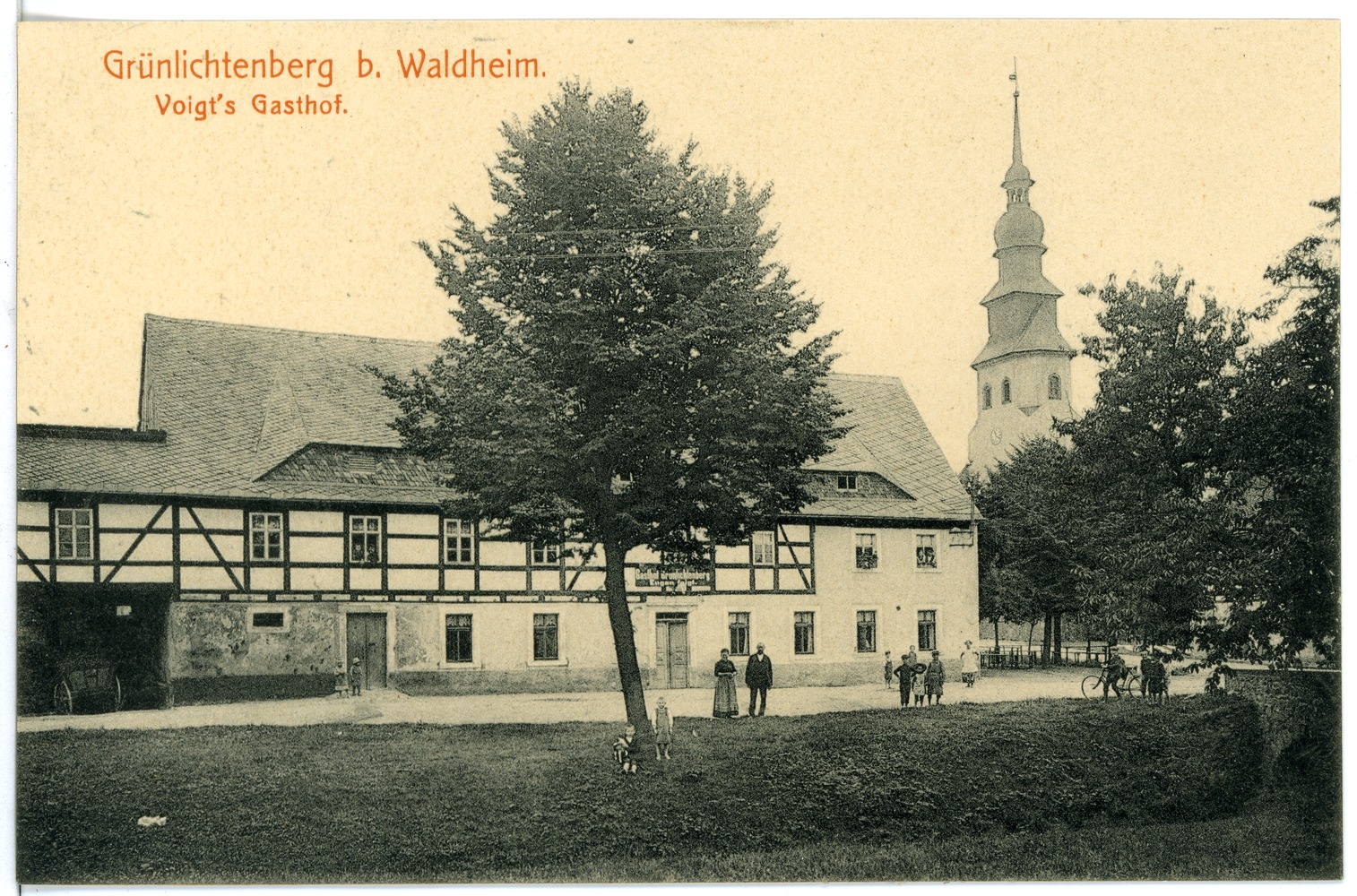
Gasthof Grünlichtenberg, um 1913

In der alten Dorfkirche von Grünberg gab es mehrere sakrale Kunstwerke. Bedeutsam ist ein vollplastisches Kruzifix aus dem 1. Viertel des 16. Jahrhunderts. Die Höhe der Laubholzplastik beträgt 175 cm. Im Jahre 1901 wurde es von der Kirchgemeinde an das Altertumsmuseum Döbeln gegeben. 1965 wurde es auf dem Dachboden des Döbelner Rathauses wiederentdeckt und in des Kreismuseum auf Burg Mildenstein in Leisnig gebracht. Heute ist es in dort der Dauerausstellung zu besichtigen.

### Organisation
Die Ev.-Luth. St.-Nikolai-Kirchgemeinde Grünlichtenberg besteht aus den Dörfern Grünlichtenberg, Reichenbach, Höckendorf und Ehrenberg (seit 1972, vorher Waldheim) und gehört seit 1. Januar 2016 zum Ev.-Luth. Kirchspiel Waldheim-Geringswalde. Zum Kirchspiel gehören außerdem noch die Kirchgemeinden Waldheim, Knobelsdorf-Otzdorf, Reinsdorf-Beerwalde-Tanneberg und Geringswalde. Alle Kirchgemeinden gehören zum Kirchenbezirk Leisnig-Oschatz, Regionalkirchenamt Leipzig, Ev.-Luth. Landeskirche Sachsens.

### Pfarrer
Während des Dreißigjährigen Krieges wurde am 18. Oktober 1632 der Pfarrer Daniel Gregorius im Grünberger Pfarrhaus ermordet. Über diese Tat berichtet Pfarrer Johann Samuel Claußnitzer in einer 1727 gedruckten Chronik.

## Grundschule Grünlichtenberg
Die Grundschule Grünlichtenberg ist die einzige Bildungseinrichtung der Gemeinde Kriebstein. Gebaut wurde das Schulgebäude mit zwei großen Klassenzimmern und zwei Lehrerwohnungen 1895/96. Die Einweihung fand am 4. November 1896 statt. Im Jahre 1986/87 wurde dem Gebäude ein Anbau hinzugefügt. 1988 erfolgte der Bau einer Turnhalle für die Polytechnische Oberschule Grünlichtenberg. Nach der politischen Wende und der Schulreform von 1992 wurde sie in eine Grundschule umgewandelt. Bis 1896 fand der Schulunterricht in der um 1700 erbauten „Alten Schule“ statt, die nur einen Klassenraum hatte.

## Rittergut Lichtenberg

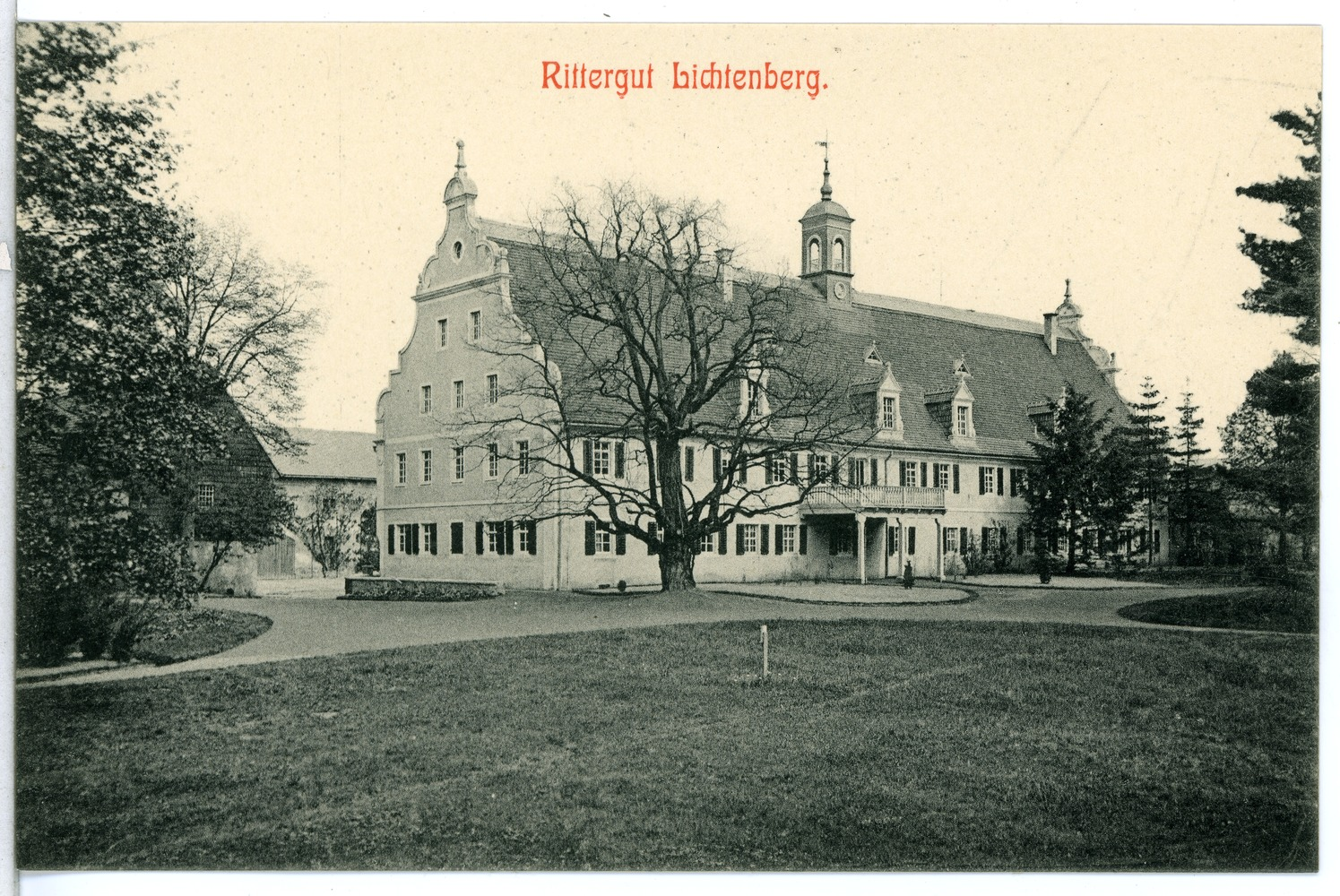
Rittergut Lichtenberg (1913)

Das Rittergut Lichtenberg bestand bis 1945. Die letzten Besitzer waren die Familien von Oehmichen und nach dem Tod des Robert von Oehmichen seine Witwe Erna von Oehmichen geb. Mummert und ihr neuer Ehemann Walter Zehl. Das Herrenhaus wurde 1945 in der Mitte geteilt, um zwei Neubauernstellen zu schaffen. Heute ist nur noch eine Ruine vorhanden.

## Gasthöfe

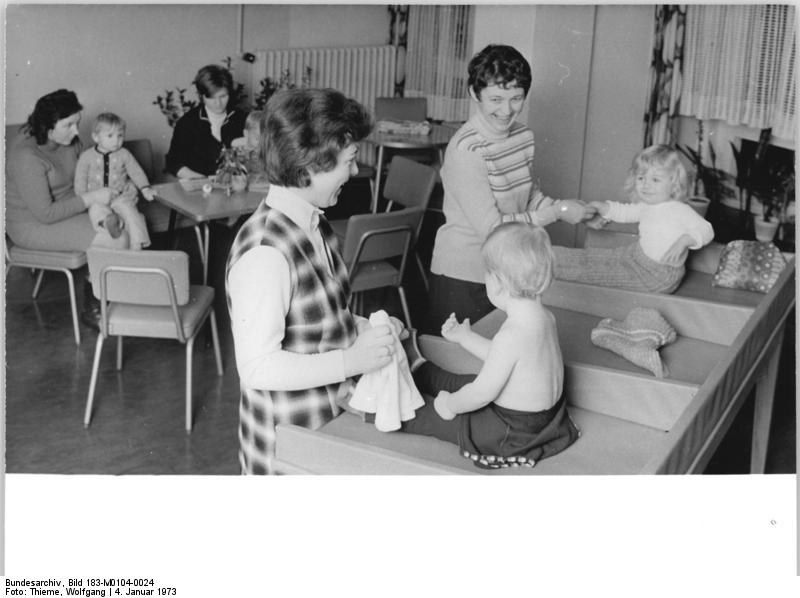
Staatliche Arztpraxis Grünlichtenberg (1973)

Bis Mitte des 20. Jahrhunderts gab es vier Gasthöfe und Schankwirtschaften in Grünlichtenberg. Der erste Gasthof in Grünlichtenberg befand sich nicht im Ortskern, sondern ca. 2 Kilometer außerhalb auf der halben Strecke nach Höckendorf. Ein zweiter Gasthof stand bzw. steht in der Nähe der Kirche. Im sogenannten Oberdorf befand sich „Herrmanns Restauration“, später als „Näthers Gaststätte“ bekannt, und im Unterdorf in der Nähe der Schmiede „Clara Ulbrichts Bierausschank“.

## Parks
In Grünlichtenberg gab es bis 1945 zwei Parkanlagen. Beide waren nur bedingt öffentlich zugänglich. Der erste und ältere Park gehörte zum Rittergut Lichtenberg. In diesem, südlich des Herrenhauses gelegen, stand eine ungewöhnlich stattliche Robinie mit einem Stammumfang von 4 Metern. 1945 wurde der Park abgeholzt. Die zweite Parkanlage wurde 1914 von Gemeindevorstand Woldemar Schneider angelegt. Sein 1826 erbautes Gehöft konnte man schon damals über die sogenannte Lindenallee erreichen. Heute trägt die Zufahrtsstraße zum Park ebenfalls den Namen Lindenallee. In diesem Park wird alljährlich das Parkfest, vom Heimatverein Grünlichtenberg e. V. organisiert, gefeiert.

## Freiwillige Feuerwehr
Die Freiwillige Feuerwehr wurde am 17. September 1924 von 55 Grünlichtenbergern gegründet. Zuvor gab es im Ort eine Pflichtfeuerwehr. Heute gehört die Feuerwehr zur Freiwilligen Feuerwehr der Gemeinde Kriebstein.

## Persönlichkeiten
- Karl Mehnert, sächsischer Politiker
- Klaus-Dieter Ludwig, Germanist

## Weitere Literatur
- Cornelius Gurlitt: Amtshauptmannschaft Döbeln. In: K. Sächsisches Ministerium des Innern. (Hrsg.): Beschreibende Darstellung der älteren Bau- und Kunstdenkmäler des Königreichs Sachsen. Unter Mitwirkung des K. Sächsischen Alterthumsvereins. Fünfundzwanzigstes Heft. Dresden 1903, S. 68–71 (SLUB Dresden).
- Johann Friedrich Berthold Lunderstädt: Die Parochie Grünlichtenberg. In: Georg Buchwald (Hrsg.): Neue Sächsische Kirchengalerie. Unter Mitwirkung der sächsischen Geistlichen. Ephorie Leisnig. Strauch, Leipzig 1900, S. 359–388 (SLUB Dresden).
- Carl Friedrich Hunger: Grünberg. In: Sachsens Kirchen-Galerie. Zehnter Band. Die Inspektionen: Penig, Rochlitz, Colditz und Waldheim. Hermann Schmidt, Dresden 1840, S. 58–60 (SLUB Dresden).
- Werner H. Wegner: Bevor ich es vergesse ... Erinnerungen. Friesens Corporation, Manitoba, Canada 2008.
- Grünlichtenberg. In: Georg Dehio (Hrsg.): Handbuch der Deutschen Kunstdenkmäler. Sachsen II. Regierungsbezirke Leipzig und Chemnitz, 1998, ISBN 3-422-03048-4, S. 377.
- Reinhold Herrmann: Die alten Bäume der Amtshauptmannschaft Döbeln. Dresden 1937, S. 27 u. Abb. auf S. 30–31.
- Wolfgang Schwabenicky: Die ältere Geschichte unserer Heimat. Zur Ur- und Frühgeschichte des Kreises Hainichen. In: Historische Serie des Kreises Hainichen. Band 2. Rat d. Kreises Hainichen, Abt. Kultur, 1980, S. 4–7.
- Woldemar Schneider: Brände und Brandschäden in alter und neuer Zeit in der Kirchfahrt Grünlichtenberg. Grünlichtenberg 1938.